# Сенджедак (Марказі)
Сенджедак (перс. سنجدك) — село в Ірані, у дегестані Гамзеглу, в Центральному бахші, шагрестані Хомейн остану Марказі. За даними перепису 2006 року, його населення становило 108 осіб, що проживали у складі 33 сімей.